# Слонимский районный краеведческий музей
Слонимский районный краеведческий музей им. И. И. Стабровского  — музей в городе Слониме Слонимского района Гродненской области Белоруссии.

## История и описание
Слонимский районный краеведческий музей имени И. И. Стабровского был открыт в 1929 году как частный в городе Слониме и является одним из старейших среди районных музеев в области. Основатель музея археолог и краевед — Иосиф Иосифович Стабровский. Иосиф Иосифович всю свою жизнь изучал историю своей родины, собирал коллекции, музейный фонд включал около пять тысяч экспонатов. В 1939 году Слонимский районный краеведческий музей стал государственным. Полное название музея: Учреждение культуры «Слонимский районный краеведческий музей имени И. И. Стабровского». С 1957 года и по сей день музей находится в двухэтажном здании на площади Ленина, дом № 1, площадь составляет более 400 кв.м. Музей располагается в старинном здании конца XIX века, на фасаде дома мемориальная доска И. И. Стабровскому.
Экспозиция музея расположена в девяти залах: в трёх залах представлен отдел природы, в шести экспозиционных залах — отделы истории, в которых находятся редкие и исторически ценные экспонаты: языческий идол X века, бронзовый бюст Наполеона, выполненный в Париже в 1885 году, коллекция монет 17-19 веков, планы отдельных поместий 18-19 веков и многие другие экспонаты.
Музей имеет два выставочных зала. Более 29000 экспонатов включает в себя общий музейный фонд, который ежегодно пополняется новыми экспонатами.
Каждый год музей посещают более 25000 человек, в музее проводятся экскурсии, лекции, музейные занятия, проходят по 15-20 выставок в год, посвящённые знаменательным и юбилейным датам города, республики и известным жителям.
Коллектив Слонимского районного краеведческого музея награждены Дипломом и специальной премией Президента Республики Беларусь (2002 г.) деятелям культуры и искусства в номинации «Музейное дело», а также почётными грамотами Министерства культуры, облисполкома, Слонимского райисполкома, Гродненского управления и Слонимского отдела культуры.
Директор Слонимского районного краеведческого музея имени И. И. Стабровского — Сухорукова Елена Константиновна.
Музей располагается по адресу: 231800, Республика Беларусь, Гродненская область, город Слоним, площадь Ленина, дом № 1.